# Roddy Maude-Roxby
Roderick A. „Roddy” Maude-Roxby (ur. 2 kwietnia 1930 w Londynie) – brytyjski aktor i komik.

## Wybrane role
- 1970: Aryskotraci – Edgar (głos)
- 1985: Greystoke: Legenda Tarzana, władcy małp – Oliverstone
- 1985: Obfitość – przewodniczący komitetu
- 1990: Biały myśliwy, czarne serce – Thompson
- 1993: Cienista dolina – Arnold Dopliss
- 2002: Bezwarunkowa miłość – minister